# Andy Muschietti
Andrés Muschietti (ur. 26 sierpnia 1973 w Vicente López) – argentyński reżyser, scenarzysta i producent filmowy.
Rozpoznawalność przyniósł mu film Mama z 2013 roku, który zrealizował wraz z Neilem Crossem i swoją siostrą, Barbarą Muschietti. Znany także z filmu To, będącego adaptacją powieści Stephena Kinga z 2017 roku, który stał się najlepiej zarabiającym horrorem wszech czasów, a także jego kontynuacji, To – Rozdział 2 z 2019 roku. Muschietti wyreżyserował dla Warner Bros. film Flash, osadzony w DC Extended Universe. Będzie także odpowiedzialny za remake The Howling dla platformy Netflix.

## Wczesne życie
Muschietti urodził się i wychował w Vicente López w Buenos Aires. Ma starszą siostrę, Barbarę Muschietti. Studiował na Universidad del Cine.

## Kariera
W 2013 roku Muschietti wraz z siostrą i Neilem Crossem wyreżyserował swój pierwszy film, Mama. Został on oparty na trzyminutowym filmie krótkometrażowym Muschiettiego Mamá, który przyciągnął Guillermo del Toro. Krótkometrażówka przekonała del Toro, aby został producentem wykonawczym pełnometrażowego filmu. Miał on premierą 18 stycznia 2013 i zarobił ponad 146 milionów dolarów przy budżecie 15 milionów dolarów.
W lutym 2013 roku Universal Pictures ogłosiło, że Muschietti wyreżyseruje filmową adaptację powieści Josha Malermana Bird Box, którą wyprodukują Scott Stuber, Chris Morgan i Barbara, a Eric Heisserer napisze scenariusz. Był rozważany do objęcia stanowiska reżysera filmów He-Man oraz sequela filmu Snow White and the Huntsman. We wrześniu 2014 roku studio Sony Pictures wyznaczyło Muschiettiego do wyreżyserowania filmowej adaptacji Shadow of the Colossus po tym, jak Josh Trank odszedł z powodu zaangażowania w projekt z uniwersum Gwiezdnych wojen.
We wrześniu 2013 roku studio Universal Pictures zatrudniło Muschiettiego do rebootu franczyzy Mama, ale w maju 2014 roku opuścił projekt z powodu różnic twórczych.
W lipcu 2015 roku, po odejściu Cary Joji Fukunagi, Muschietti został zatrudniony przez New Line Cinema do wyreżyserowania dwóch filmów z serii To, adaptacji powieści Stephena Kinga. Za produkcję odpowiadała Barbara wraz z Danem Linem, Royem Lee, Sethem Grahame-Smithem i Davidem Katzenbergiem. Filmy zostały wydane odpowiednio w 2017 i 2019 roku.
We wrześniu 2017 roku serwis Deadline poinformował, że Muschietti będzie zaangażowany w filmową adaptacje książki Dracul. Natomiast w grudniu tego samego roku ogłoszono, że Muschietti wyprodukuje wraz ze swoją siostrą adaptację powieści The Electric Slate autorstwa Simona Stålenhaga, którą wyreżyserują bracia Russo. 29 października 2018 roku ujawniono, że Muschietti wyreżyseruje dla Warner Bros. filmową adaptację Ataku Tytanów.
W lipcu 2019 roku pojawiły się informacje, że studio Warner Bros. chce zatrudnić Muschiettiego do wyreżyserowania filmu Flash, osadzonego w DC Extended Universe. W sierpniu 2019 roku zostało to potwierdzone. Premiera filmu zaplanowana jest na 23 czerwca 2023 roku. W sierpniu 2019 roku ujawniono, że Muschietti wyprodukuje filmową adaptację Roadwork autorstwa Stephena Kinga.
W styczniu 2020 roku ujawniono, że Muschietti wyreżyseruje remake The Howling dla platformy Netflix. W kwietniu 2021 roku Andy wraz ze swoją siostrą utworzył własną firmę produkcyjną o nazwie Double Dream.

## Nagrody
| Rok  | Nagroda                                                  | Kategoria                           | Tytuł                                        | Wynik     | Źródło |
| ---- | -------------------------------------------------------- | ----------------------------------- | -------------------------------------------- | --------- | ------ |
| 2000 | Biarritz International Festival of Latin American Cinema | Najlepszy film krótkometrażowy      | Historias Breves III: Nostalgia en la mesa 8 | Wygrana   | [ 27 ] |
| 2013 | Fantasporto                                              | Najlepszy reżyser                   | Mama                                         | Wygrana   | [ 28 ] |
| 2013 | Palm Springs International Film Festival                 | Directors to Watch                  | Mama                                         | Wygrana   | [ 29 ] |
| 2013 | Gérardmer Film Festival                                  | Najlepszy film                      | Mama                                         | Wygrana   | [ 30 ] |
| 2013 | Gérardmer Film Festival                                  | Najlepszy film fabularny            | Mama                                         | Wygrana   | [ 30 ] |
| 2013 | Gérardmer Film Festival                                  | Youth Jury Grand Prize              | Mama                                         | Wygrana   | [ 30 ] |
| 2017 | Fright Meter Awards                                      | Najlepszy reżyser                   | To                                           | Nominacja | [ 31 ] |
| 2018 | iHorror Awards                                           | Najlepszy reżyser horroru           | To                                           | Wygrana   | [ 32 ] |
| 2019 | Fright Meter Awards                                      | Najlepszy reżyser                   | To – Rozdział 2                              | Nominacja | [ 33 ] |
| 2020 | Imagen Awards                                            | Najlepszy reżyser filmu fabularnego | To – Rozdział 2                              | Nominacja | [ 34 ] |